# Intel i960

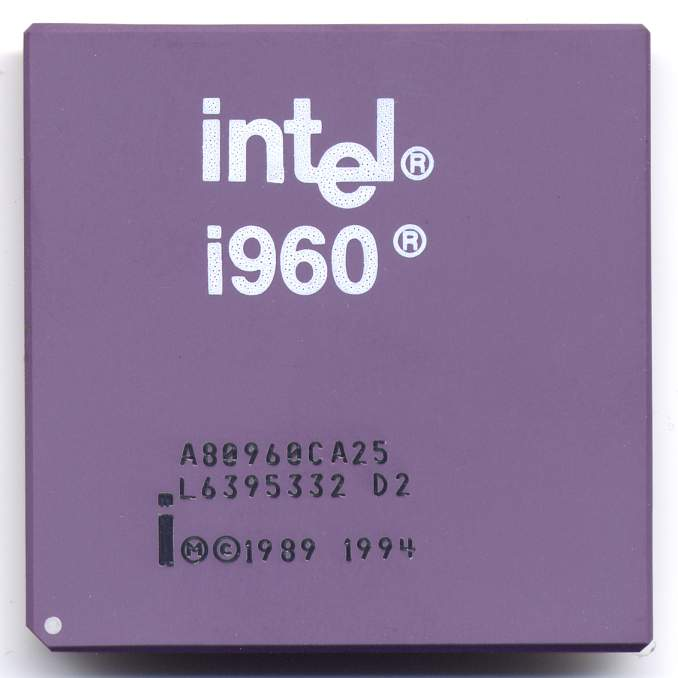
インテル i960 マイクロプロセッサ

i960（または80960）はインテルのRISCベースのマイクロプロセッサである。1990年代初めに組み込みシステム用マイクロコントローラとして人気を集め、当時AMD Am29000が市場で占めていた場所を奪った。そのように成功したにもかかわらず、1990年代後半になるとインテルはマーケティング上i960を捨ててDECとの訴訟問題の和解案で購入したStrongARMに乗り換えた。

## 開発経緯
i960の開発は1980年代初頭にiAPX 432の失敗を受けて開始された。iAPX 432はハードウェアで高級言語（例えばAdaやLISP）を直接サポートすることを意識して、タグ付き・プロテクト付きで自動的にガベージコレクションを行うメモリシステムを持たせようとしていた。しかし、命令セットが複雑になりすぎたことや他の設計上の問題のため、当時の他のプロセッサと比較してiAPX 432は非常に性能が低かった。
1984年インテルとシーメンスはAdaをシステム言語として使用するハイエンド・フォールトトレラント・オブジェクト指向コンピュータシステムを開発しようという共同プロジェクト（BiiN）を開始した。i432のチームメンバの多くがこれに参加したが、指揮官はIBMから来たGlenford Myersであった。BiiNシステムが想定した市場は銀行、産業システム、原子力発電所などの高信頼コンピュータを必要とするところであり、i432の保護されたメモリというコンセプトはBiiNシステムの設計に影響を与えた。
i432で苦しんだ性能問題を回避するため、中心となるi960の命令セットアーキテクチャ (ISA)はRISCとされ（i960MXでのみ完全に実装された）、メモリサブシステムは33ビット幅（32ビットのアドレスと保護されたメモリを表す1ビットのタグ）となった。他の様々な点ではi960はBerkeley RISCを踏襲し、レジスタ・ウィンドウを採用した点が特筆される。対抗するスタンフォード大学のデザイン（MIPSとして商用化された）では、コンパイラの最適化に任せて、そのような機能は持たなかった。メモリ管理については、平坦な32ビット空間を採用し、セグメント方式は採用しなかった。i960は複数の命令を並行して複数のプロセッサ内ユニットで実行するスーパースケーラ実装を期待されていた。

## 製品としての歴史
最初の960プロセッサ・i960MCは1985年10月にテープアウト（チップ製造のためのマスクパターンが完成）して工場に送られ、最初の実動するチップが出来たのは1985年末から1986年初にかけてであった。BiiNは市場の変化に伴って消滅し、960MXだけが使われずに残された。MyersはBiiNシステム向けのアーキテクチャからサブセットを抜き出した。Myersはインテル経営陣を説得し、i960を汎用プロセッサ市場に出そうとした。当時の市場は80286が主力で、同時期に80386も市場に出ようとしていた。また、UNIXシステムなどのRISC市場もターゲットとし、NeXTで使ってもらうことも打診した。インテル内外のライバルとしてはi860もあった。
Myersはインテル経営陣を十分に説得できず、i960を汎用あるいはUNIX市場に売り出すことはできなかったが、ハイエンド32ビット組み込みシステム市場に活路を見出した。保護付きメモリ機能はBiiN特有とみなされ、製品の説明書では触れられなかった。このため多くの人がi960MCが無駄に大きくて使わないピンが多いことをいぶかしんだ。メモリ管理を省いたものはi960KAと名づけられ、FPUを省いたものはi960KBと名づけられた。ただし、これらのバージョンはラベルが違うだけで中身は同じチップだった。
完全なi960MXは軍用以外には販売されなかったが、i960MCはハイエンド組み込み用途で使われ、i960KAはレーザープリンタ市場や初期のグラフィック端末などの組み込み用途で低価格32ビットプロセッサとして成功した。最初の純粋なRISC実装はi960CAで、スーパースケーラ方式であり、珍しいアドレスを持ったオンチップキャッシュを持っていた。i960CAは一般的に世界初のシングルチップのスーパースケーラRISCと考えられている。Cの付くシリーズはALUをひとつしか持っていないが、算術演算命令とメモリ参照命令と分岐命令を並行して実行できた。i960CFはFPUを内蔵したが、MMUは削除したままだった。i960CAを採用したX端末が横河・ヒューレット・パッカードによって開発・販売された。
インテルはi960をI2O標準の入出力機器コントローラとして売り出して梃入れしようとしたが、あまり成功せず、結局開発を終了することになった。1990年代中盤、価格性能比で後発のチップに抜かれるようになった。また、インテルは低電力版を出そうともしなかった。
1990年、i960の設計チームはi386の後継プロセッサの第二設計チームに移行し、Pentium Proの設計に携わることになる。i960のプロジェクトはより小さなチームに引き継がれ、終焉を迎えることになる。